# Lac Patria
Le lac Patria, en italien lago Patria ou lago di Patria, est un lac d’Italie, en Campanie et à 22 kilomètres au nord-ouest de Naples, district de Giugliano. Il est à 1 kilomètre de la mer Tyrrhénienne. Il mesure 7 kilomètres sur 3. C'est le Literna Palus des anciens.
Les bords sont marécageux, couverts de roseaux, de lentisques, etc., et peuplés d’oiseaux aquatiques ; ses eaux sont très poissonneuses. 
Près de la rive méridionale sont les ruines de l’antique Liternum.

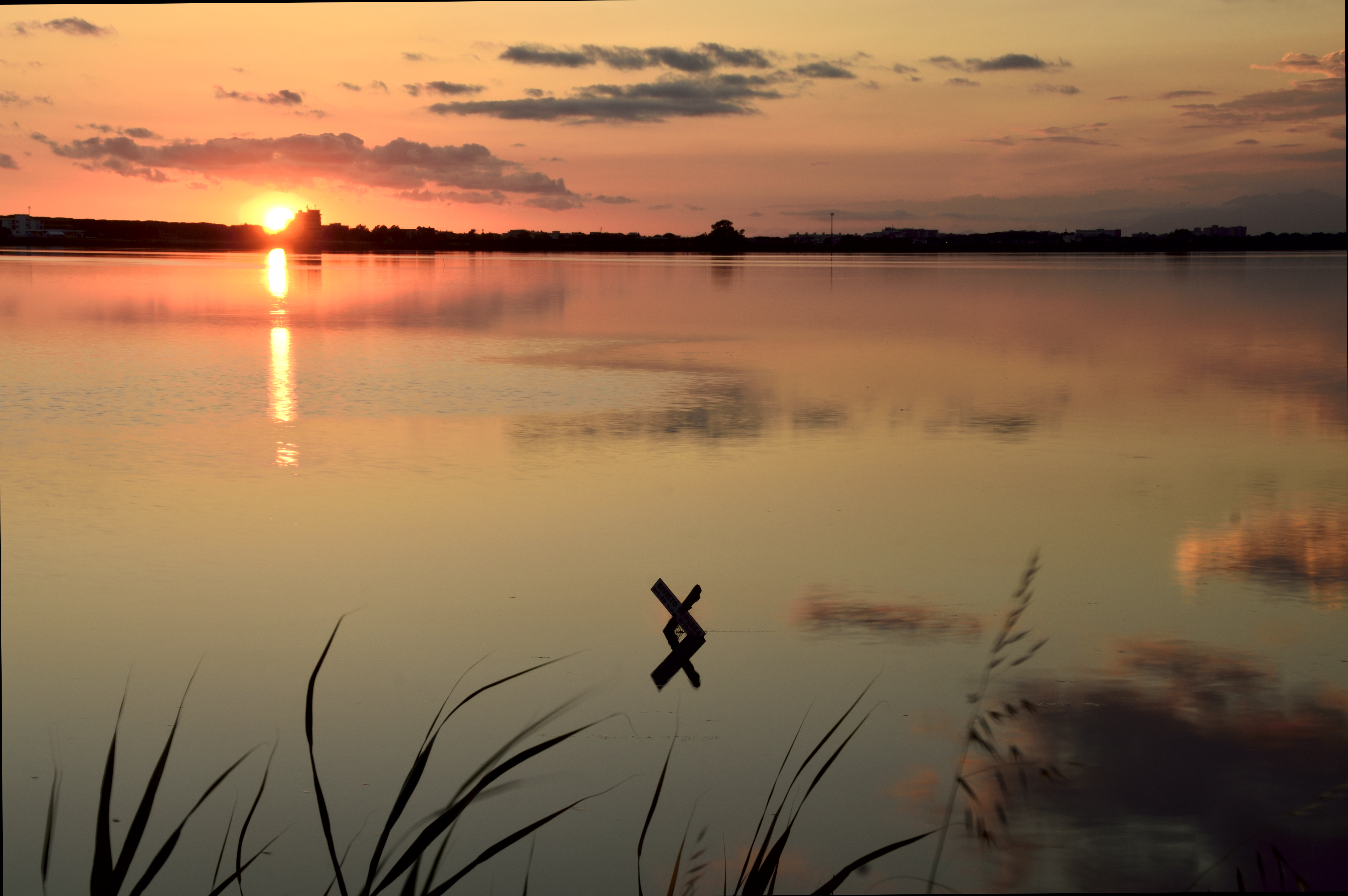

## Source
« Lac Patria », dans Pierre Larousse, Grand dictionnaire universel du XIXe siècle, Paris, Administration du grand dictionnaire universel, 15 vol., 1863-1890 [détail des éditions].